# Soulgé-sur-Ouette
Soulgé-sur-Ouette település Franciaországban, Mayenne megyében. Lakosainak száma 1060 fő (2022. január 1.). Soulgé-sur-Ouette Argentré, Bazougers, La Chapelle-Rainsouin, Louvigné, Saint-Georges-le-Fléchard és Vaiges községekkel határos.

## Népesség
A település népessége az elmúlt években az alábbi módon változott:
| Lakosok száma | 527  | 817  | 889  | 1073 | 1104 | 1093 | 1084 | 1109 | 1093 | 1060 |
|               | 1968 | 1982 | 1990 | 2006 | 2013 | 2015 | 2017 | 2019 | 2020 | 2022 |